# Graffignano
Graffignano is een gemeente in de Italiaanse provincie Viterbo (regio Latium) en telt 2273 inwoners (31-12-2004). De oppervlakte bedraagt 29,1 km², de bevolkingsdichtheid is 78,57 inwoners per km².
De volgende frazioni maken deel uit van de gemeente: Sipicciano, Tardani, Pisciarello.

## Demografie
Graffignano telt ongeveer 978 huishoudens. Het aantal inwoners daalde in de periode 1991-2001 met 1,8% volgens cijfers uit de tienjaarlijkse volkstellingen van ISTAT.
| Jaar | Inwoneraantal |
| ---- | ------------- |
| 1991 | 2330          |
| 2001 | 2288          |

## Geografie
Het centrum van de gemeente ligt op ongeveer 187 m boven zeeniveau, het ganse grondgebied tussen de 62 en de 326 m.
Graffignano grenst aan de volgende gemeenten: Alviano (TR), Attigliano (TR), Bomarzo, Civitella d'Agliano, Lugnano in Teverina (TR), Viterbo.

## Verkeer
De autoweg A1 "Autostrada del Sole" loopt door de gemeente, maar de dichtstbijzijnde oprit ligt 15 km ver in Attigliano.
De spoorlijn Orte-Viterbo loopt eveneens door de gemeente, met een station in Sippicciano.

## Bezienswaardigheden
In de 13e eeuw werd het "Castello Baglioni" gebouwd op een antieke ruïne.

## Politiek
In juni 2009 werd Adriano Santorini (PD) tot burgemeester verkozen, als opvolger van Fabrizio Marchini.
De centrumlinkse lijst heeft 8 van de 12 zetels.
Acquapendente · Arlena di Castro · Bagnoregio · Barbarano Romano · Bassano Romano · Bassano in Teverina · Blera · Bolsena · Bomarzo · Calcata · Canepina · Canino · Capodimonte · Capranica · Caprarola · Carbognano · Castel Sant'Elia · Castiglione in Teverina · Celleno · Cellere · Civita Castellana · Civitella d'Agliano · Corchiano · Fabrica di Roma · Faleria · Farnese · Gallese · Gradoli · Graffignano · Grotte di Castro · Ischia di Castro · Latera · Lubriano · Marta · Montalto di Castro · Monte Romano · Montefiascone · Monterosi · Nepi · Onano · Oriolo Romano · Orte · Piansano · Proceno · Ronciglione · San Lorenzo Nuovo · Soriano nel Cimino · Sutri · Tarquinia · Tessennano · Tuscania · Valentano · Vallerano · Vasanello · Vejano · Vetralla · Vignanello · Villa San Giovanni in Tuscia · Viterbo · Vitorchiano
1. ↑  https://demo.istat.it/?l=it.